# Thula (huyện)
Huyện Thula là một huyện thuộc tỉnh Amran, Yemen. Đến thời điểm năm 2003, huyện này có dân số 40971 người